# Asín
Asín è un comune spagnolo di 100 abitanti situato nella comunità autonoma dell'Aragona.